# Vietnamophryne
Vietnamophryne – rodzaj płazów bezogonowych z podrodziny Asterophryinae w rodzinie wąskopyskowatych (Microhylidae).

## Zasięg występowania
Rodzaj obejmuje gatunki znane tylko z kilku miejsc w północnym i środkowym Wietnamie oraz z jednej lokalizacji w północnej Tajlandii (wapienny, górzysty obszar w północnej prowincji Chiang Rai); wystąpienie gatunków z tego rodzaju w sąsiednich regionach Laosu i środkowo-północnego Wietnamu jest wysoce spodziewane.

## Systematyka

### Etymologia
Vietnamophryne: Wietnam (wiet. Việt Nam); gr. φρυνη phrunē, φρυνης phrunēs „ropucha”.

### Podział systematyczny
Do rodzaju należą następujące gatunki:
- Vietnamophryne aurantifusca Ninh, Le, Bui, Nguyen, Orlov, Moseyko, Le, Nguyen, Hoang, Ziegler & Nguyen, 2023
- Vietnamophryne cuongi Nguyen, Hoang, Jiang, Orlov, Ninh, Nguyen, Nguyen & Ziegler, 2021
- Vietnamophryne inexpectata Poyarkov, Suwannapoom, Pawangkhanant, Aksornneam, Duong, Korost & Che, 2018
- Vietnamophryne occidentalis Poyarkov, Suwannapoom, Pawangkhanant, Aksornneam, Duong, Korost & Che, 2018
- Vietnamophryne orlovi Poyarkov, Suwannapoom, Pawangkhanant, Aksornneam, Duong, Korost & Che, 2018
- Vietnamophryne vuquangensis Hoang, Jiang, Nguyen, Orlov, Le, Nguyen, Nguyen, Nguyen, Nguyen & Ziegler, 2021